# جو شونيسي
جو شونيسي (بالإنجليزية: Joe Shaughnessy)‏ (6 يوليو 1992 بغالواي في جمهورية أيرلندا - ) هو لاعب كرة قدم أيرلندي في مركز الدفاع. شارك مع منتخب جمهورية أيرلندا تحت 21 سنة لكرة القدم. أما مع النوادي، فقد لعب مع سانت جونستون ونادي أبردين ونادي فالكيرك وفورفار أثلتيك ‏.

## وصلات خارجية
- جو شونيسي على موقع قاعدة بيانات كرة القدم.إي يو (الإنجليزية)
- جو شونيسي على موقع Soccerbase.com (لاعب) (الإنجليزية)
- جو شونيسي على موقع Soccerway.com (الإنجليزية)